# Marie Anne Amalie van Hessen-Homburg

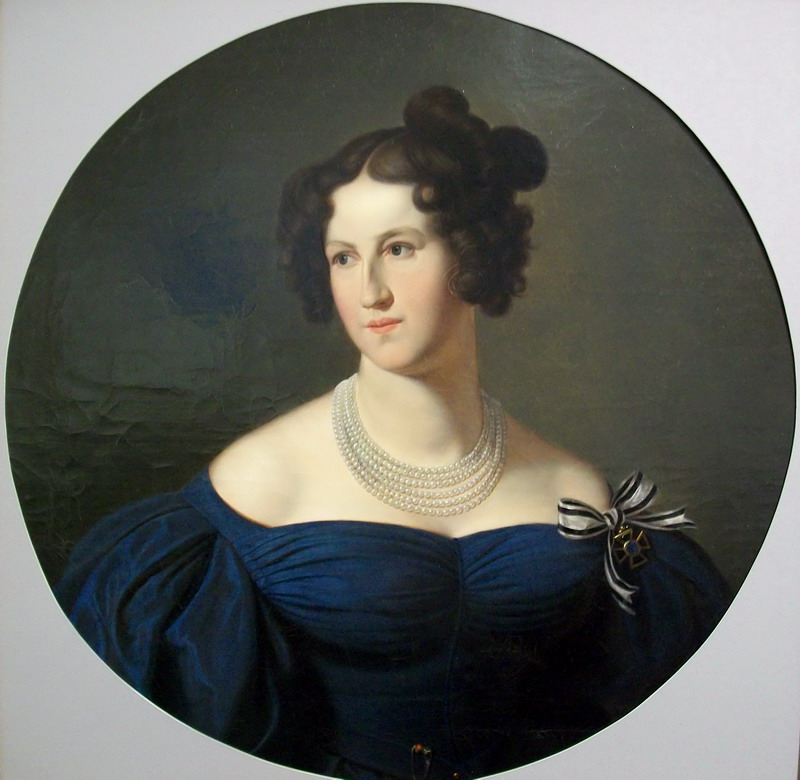
Marie Anne Amalie van Hessen-Homburg

Marie Anne Amalie van Hessen-Homburg, prinses van Hessen-Homburg (Bad Homburg vor der Höhe, 13 oktober 1785 — Berlijn, 14 april 1846) was het twaalfde kind en de vijfde dochter van landgraaf Frederik V van Hessen-Homburg en prinses Caroline van Hessen-Darmstadt. In 1804 huwde zij met Willem van Pruisen (1783-1851), de jongste broer van koning Frederik Willem III van Pruisen.
Samen met de door de Pruisen zeer vereerde koningin Louise werd Marianne tot de anti-Franse oorlogspartij aan het Pruisische hof gerekend. Marianne was degene die onder het motto "Mein Gold gab ich für Eisen" het Fer de Berlin populair maakte. Na de vroege dood van Louise was Marianne de eerste dame aan het Pruisische hof. Zij stond bekend om haar sociaal engagement en stichtte een weeshuis in de Berlijnse wijk Pankow.
In maart 1813 liet Marianne een "Aufruf der königlichen Prinzessinnen an die Frauen im preußischen Staate" publiceren en zij stichtte een "Vaterländischen Frauenverein". Politieke hervormers van de Pruisische staat zoals Heinrich Friedrich Karl Freiherr vom Stein, Karl August von Hardenberg en de gebroeders Humboldt behoorden tot haar kennissenkring. De dichter Friedrich de la Motte-Fouqué was een vriend.
Na 1822 werd Anton zu Stolberg-Wernigerode haar platonische minnaar.

## Kinderen
In dit gearrangeerde huwelijk werden zeven kinderen geboren:
- Frederika Louise Caroline Amalia Wilhelmina (1805-1806)
- Irene (1806-1806)
- Frederik Tassilo Willem (1811-1813) en Hendrik Willem Adalbert (1811-1873)
- Frederik Willem Tassilo (1813-1814)
- Frederik Willem Waldemar (1817-1849)
- Marie Elisabeth Caroline Victoria (1815-1885), gehuwd met Karel van Hessen-Darmstadt, zoon van groothertog Lodewijk II van Hessen-Darmstadt
- Friederike Franziska Auguste Marie Hedwig (1825-1889), gehuwd met Maximiliaan II van Beieren

Marianne was de grootmoeder van koning Lodewijk II van Beieren. Ze stierf aan een reumatische koorts, haar lichaam werd in de gewelven van de Berliner Dom bijgezet.